# Fu Chai
Fu Chai was koning van de staat Wu van 495 - 473 v.Chr. in China tijdens de Periode van Lente en Herfst.
In 486 v.Chr. liet Fu Chai het Han-kanaal aanleggen van Jiangdu naar Huai'an in de huidige provincie Jiangsu. Hierdoor werden de Huai Rivier en de Changjiang met elkaar verbonden. Later liet hij een dieper kanaal aanleggen tussen de rivieren Yishui en Jishui, wat leidde tot onttrekking van water aan de Huaihe en de Huanghe. 
Aanvallen van de buurstaat Yue hadden tot de dood van zijn vader He Lü geleid. Fu Chai slaagde erin om Yue te onderwerpen. Prins Goujian van Yue viel echter aan toen Fu Chai in het noorden was voor een conferentie te Huangchi, het huidige Fengqiu in Henan met de heersers van de andere staten. Goujian veroverde in 473 v.Chr. de hoofdstad van Wu, Suzhou. Hiermee kwam er een einde aan de staat Wu en de heerschappij van Fu Chai.